# أمير حسين زارع
أمير حسين زارع (مواليد 16 يناير 2001) هو لاعب مصارعة حرة إيراني، حصل على الميدالية البرونزية في وزن 125 كج في أولمبياد 2020.

## وصلات خارجية
- أمير حسين زارع على موقع قاعدة بيانات المصارعة الدولية (الإنجليزية)
- أمير حسين زارع على موقع اللجنة الأولمبية الدولية (الإنجليزية)
- أمير حسين زارع على موقع أوليمبيديا (الإنجليزية)